# دايفيد لوبيز (لاعب كرة قدم)
دايفيد لوبيز (بالإسبانية: David López Nadales)‏ (22 يناير 1986 في إسبانيا - ) هو لاعب كرة قدم إسباني في مركز الدفاع. لعب مع باس جيانينا ونادي بينيا ديبورتيفا وDeportivo Aragón ‏.

## وصلات خارجية
- دايفيد لوبيز على موقع قاعدة بيانات كرة القدم.إي يو (الإنجليزية)
- دايفيد لوبيز على موقع قاعدة بيانات كرة القدم.إي يو (الإنجليزية)
- دايفيد لوبيز على موقع Soccerway.com (الإنجليزية)
- دايفيد لوبيز على موقع عالم كرة القدم.نت (الإنجليزية)
- دايفيد لوبيز على موقع AS.com (الإسبانية)